# Unión Deportiva Las Palmas 2012-2013

## Rosa
| N. |                      | Ruolo | Calciatore      |
| -- | -------------------- | ----- | --------------- |
| 1  | Argentina (bandiera) | P     | Mariano Barbosa |
| 2  | Francia (bandiera)   | D     | Stéphane Pignol |
| 4  | Spagna (bandiera)    | C     | Vicente Gómez   |
| 5  | Spagna (bandiera)    | D     | David García    |
| 6  | Spagna (bandiera)    | D     | Juanpe          |
| 7  | Spagna (bandiera)    | C     | Vitolo          |
| 8  | Spagna (bandiera)    | C     | Sergio Suárez   |
| 9  | Nigeria (bandiera)   | A     | Macky           |
| 10 | Spagna (bandiera)    | C     | David González  |
| 11 | Spagna (bandiera)    | C     | Pedro Vega      |
| 12 | Spagna (bandiera)    | D     | Aythami         |

| N. |                     | Ruolo | Calciatore       |
| -- | ------------------- | ----- | ---------------- |
| 13 | Spagna (bandiera)   | P     | Raúl Lizoain     |
| 14 | Spagna (bandiera)   | C     | Nauzet Alemán    |
| 15 | Spagna (bandiera)   | D     | Deivid           |
| 16 | Francia (bandiera)  | A     | Thievy           |
| 17 | Spagna (bandiera)   | C     | Francis Suárez   |
| 18 | Spagna (bandiera)   | C     | Javi Castellano  |
| 19 | Spagna (bandiera)   | A     | Javi Guerrero    |
| 20 | Spagna (bandiera)   | C     | Momo             |
| 22 | Spagna (bandiera)   | D     | Enrique Corrales |
| 23 | Spagna (bandiera)   | C     | Dani Castellano  |
| 24 | Colombia (bandiera) | D     | Jeison Murillo   |